# Taeniophyllum iboense
Taeniophyllum iboense är en orkidéart som beskrevs av Rudolf Schlechter. Taeniophyllum iboense ingår i släktet Taeniophyllum och familjen orkidéer. Inga underarter finns listade i Catalogue of Life.